# Brave (album de Marillion)
Pour les articles homonymes, voir Brave.
Albums de Marillion
A Singles Collection
(1992) Afraid of Sunlight
(1995)
Brave est le septième album studio du groupe britannique de rock néo-progressif Marillion sorti en 1994. C'est le troisième incluant Steve Hogarth au chant. Brave est un concept-album qui marque un retour du groupe à une musique plus progressive et moins pop. Cet album, très bien reçu par les critiques, a été classé, en 2000, parmi les 30 meilleurs albums des années 1990, et en 2003, parmi les 30 plus grands concept-albums de tous les temps.

## Description
Le thème de cet album de 71 minutes (quelques rares critiques estimant cette durée un peu excessive) a pour origine une anecdote : une jeune fille, retrouvée par la police, dans les années 80, errante, sur le Severn bridge, apparemment amnésique. L'album, assez noir, essaie de reconstituer ce qui a pu se produire chez cette jeune femme, et explore le mal-être adolescent. 
Il s'ouvre avec Bridge, ou l'on entend des sirènes de navires flottant sur des nappes de synthétiseur. S'enchaînent ensuite divers morceaux, tantôt très rock, presque fiévreux (Hard is love, Paper lies...), tantôt plus doux, voire mélancoliques et sombres (Runaway girl, The hollow man...). L'ensemble se termine toutefois sur une note d'optimisme et d'espoir, avec le titre Made again.

## Musiciens
- Steve Hogarth : chant
- Steve Rothery : guitare
- Pete Trewavas : basse
- Mark Kelly : claviers
- Ian Mosley : batterie

## Titres de l'album
1. Bridge – 2:52
2. Living with the Big Lie – 6:46
3. Runaway – 4:41
4. Goodbye to all That – 12:26
  1. i) Wave
  2. ii) Mad
  3. iii) The Opium Den
  4. iv) The Slide
  5. v) Standing in the Swing
5. Hard as Love – 6:42
6. The Hollow Man – 4:08
7. Alone again in the Lap of Luxury – 8:13
  1. i) Now wash your hands
8. Paper Lies – 5:49
9. Brave – 7:54
10. The Great Escape – 6:29
  1. i) The last of you
  2. ii) Falling from the moon
11. Made Again – 5:02